# 昂皮尼
昂皮尼（法語：Hampigny，法語發音：[ɑ̃piɲi]）是法国奥布省的一个市镇，位于该省东北部，属于奥布河畔巴尔区。

## 地理
昂皮尼（48°27'21"N, 4°35'24"E）面积9.49 平方千米，位于法国大東部大區奥布省，该省份为法国中北部省份，北起马恩省，西接塞纳-马恩省，西南至约讷省，东南至科多尔省，东临上马恩省。
与昂皮尼接壤的市镇（或旧市镇、城区）包括：朗蒂耶、蒙莫朗西博福尔、瓦朗蒂尼、维勒雷、里沃代尔瓦斯。

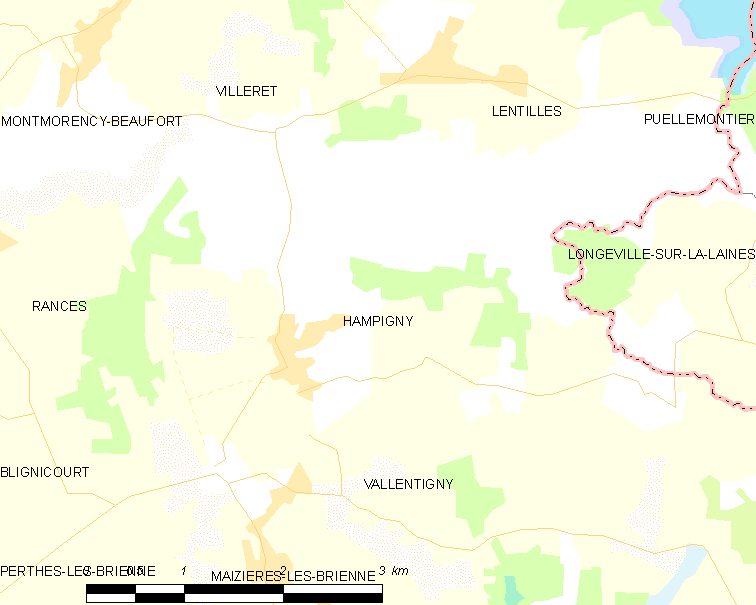
昂皮尼的OSM定位图

昂皮尼的时区为UTC+01:00、UTC+02:00（夏令时）。

## 行政
昂皮尼的邮政编码为10500，INSEE市镇编码为10171。

## 政治
昂皮尼所属的省级选区为布列讷堡县。

## 人口

1962-2008年间昂皮尼人口变化图示

昂皮尼于2022年1月1日时的人口数量为220人。